# Frédéric Chopin
Frédéric François Chopin (eredeti nevén: Fryderyk Franciszek Chopin, lengyel levelezésében olykor Szopen is; Żelazowa Wola, 1810. március 1. – Párizs, 1849. október 17.) francia-lengyel zeneszerző és zongoravirtuóz.

## Életpályája
A Varsói Hercegség Mazovia tartományában, a Sochaczew város melletti Żelazowa Wolában született. Bár a születés után hetekkel kitöltött anyakönyvben február 22. szerepel, a család március 1-jét tekintette születésnapjának. Édesapja, Mikołaj (Nicolas) Chopin (1771–1844) francia bevándorló, édesanyja, Tekla Justyna Krzyżanowska (1782–1861) lengyel volt. Egy nővére és két húga volt Chopinnek: Ludwika (1807–1855), Izabela (1811–1881) és Emilia (1812–1827). Néhány hónappal Fryderyk születése után a család Varsóba költözött, ahol a családfő franciatanárként dolgozott.
Chopin zenei tehetségét nagyon fiatalon felismerték; zsenialitása a gyermek Mozartéhoz vagy Bachéhoz mérhető. Hétévesen már két polonézt (g-moll és B-dúr) szerzett. A csodagyerek híre megjelent a varsói lapokban, és a „kis Chopin” a fővárosi arisztokrata szalonok látványossága lett, és számos jótékonysági koncertet is adott.
Első zenetanára Wojciech Żywny (1756–1842) hegedűművész volt, aki 1816-tól 1822-ig volt mestere, míg a tanítványa túl nem szárnyalta. Tehetségének további fejlesztését Wilhelm Würfel (Václav Wefel), neves zongorista és a Varsói Konzervatórium professzora vette át. 1823 és 1826 között a varsói líceumba járt, ahol édesapja is tanított. Nyaranta a szünidőt vidéken töltötte iskolai barátainál; ez időben alaposan megismerte és megszerette a lengyel népzenét, amely egyik alapját képezte későbbi műveinek is. 1826 őszétől zeneelméletet és zeneszerzést kezdett tanulni a Varsói Konzervatóriumban Józef Elsner zeneszerző keze alatt. 1831-ben Bécsbe utazott, majd Párizsban telepedett le, ahol élete java részét töltötte.

### Bécstől a párizsi karrierig
Chopin 1829-ben járt Bécsben először, ahol zongorakoncerteket adott, és kedvező kritikákat kapott. A következő évben visszatért Varsóba, ahol a Nemzeti Színházban március 17-én bemutatta f-moll zongoraversenyét. 1830 novemberében Chopin örökre elhagyta Lengyelországot, és Párizsban telepedett le. 1835. augusztus 1-jén a francia állampolgárságot is megkapta.
Hozzákezdett az első scherzókhoz és balladákhoz, valamint etűdjei első kötetéhez. Ez idő tájt kezdődött az életét végigkísérő harca a tuberkulózissal.
Az 1830-as évek eleje és közepe – amikor az elbukott novemberi felkelés után a nagy emigráció éppen megtelepedett Párizsban – nagyon termékeny korszaka volt. Legtöbb híres műve ekkor készült el, rendszeresen adott koncerteket, amelyekről rajongó kritikák születtek. 1838-ra Chopin ismert alakja lett Párizsnak. Közeli barátja volt az operaszerző Vincenzo Bellini és Eugène Delacroix, a festő. Barátja volt Hector Berlioz, Liszt Ferenc és Robert Schumann is; Chopin nekik ajánlotta egyes műveit.
Egy új értelmezés szerint több férfiszerelme is volt. Ezt a hírt, mint szenzációt a magyar sajtó is átvette, a szakértő kutatók jelentős része azonban alaptalannak tartja.

### George Sand

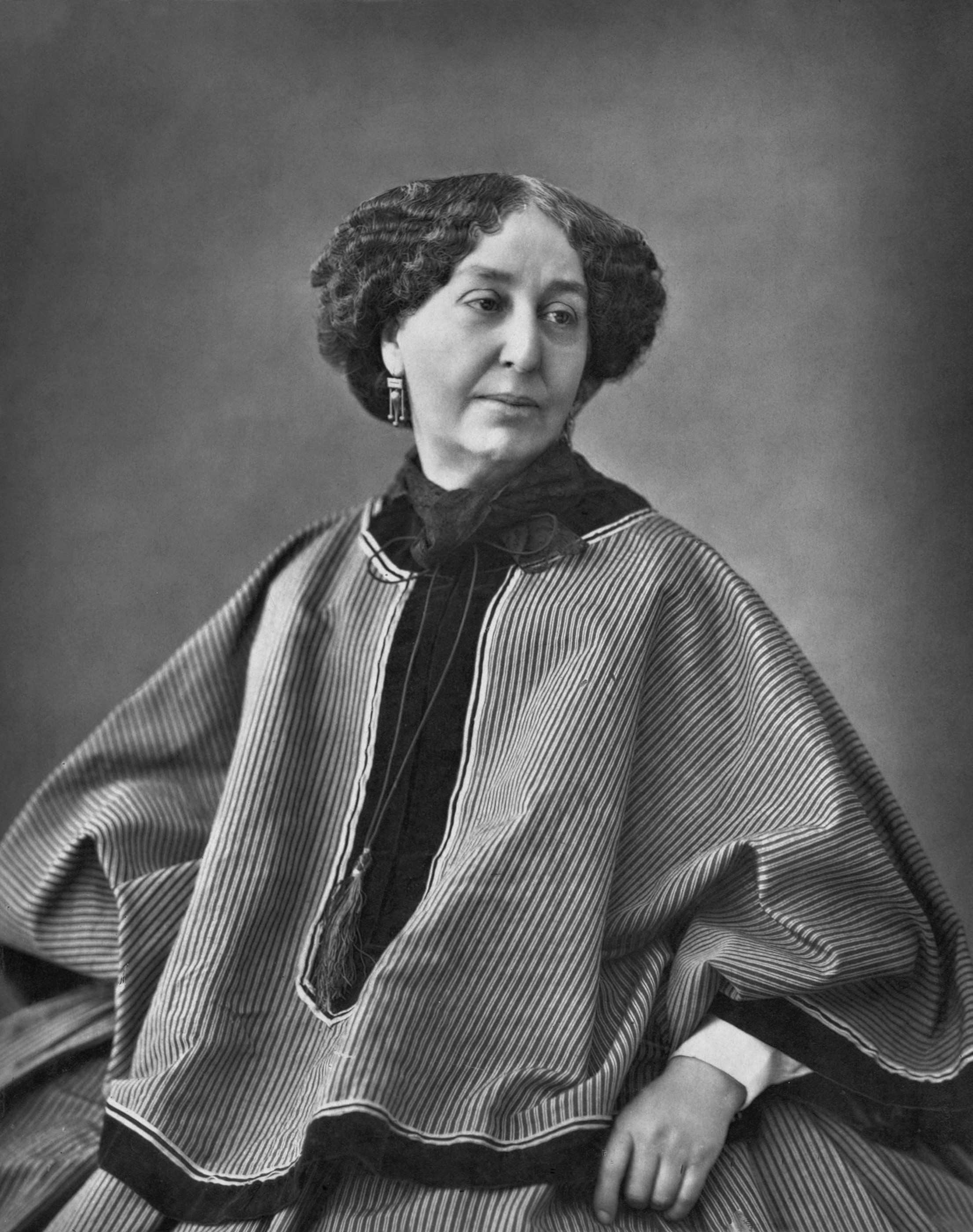
George Sand 1864-ben

1836-ban Chopin titokban eljegyezte a 17 éves lengyel Maria Wodzińskát, de az eljegyzést később felbontották. Még abban az évben, a Liszt Ferenc kedvesénél, Marie d’Agoult grófnőnél tartott fogadáson Chopin megismerkedett Dudevant bárónéval (azaz Amandine Aurore Lucie Dupinnel), akit leginkább írói álnevén, George Sand-ként ismerünk. A francia romantikus írókhoz sorolt báróné számos neves személyiséggel (Prosper Mérimée, Alfred de Musset, Alexandre Manceau) folytatott szerelmi kalandjáról volt hírhedt.
Chopint eleinte nem vonzotta. „Valami taszít tőle” – írta a családjának. A kapcsolatuk 1847-ben ért véget, amikor Sand azzal gyanúsította meg, hogy viszonya van Solange lányával. Egyesek szerint Chopin az anya és lánya között elmérgesedett viszony miatt lépett ki a kapcsolatukból.
Sand levelezésére alapozva Chopint aszexuálisnak tartják. Ha így volt is, a kapcsolatuk mégis tíz éven át tartott, és csak a Sand gyermekei, Maurice és Solange miatti viták vetettek véget neki.
Együttlétük emlékezetesen viharos és nyomorúságos epizódja a Mallorcán töltött 1838–39-es tél, amelyet egy fűtetlen parasztházban, majd az üres és hasonlóan fűtetlen valldemossai kolostorban vészeltek át. Chopin később gyakran panaszolta, mennyire nehéz volt Párizsból idehozatnia és a hegytetőre felcipeltetnie a zongoráját. E reménytelen hangulatú időszak megjelenik a 24 prelűdjében (op. 28), amelyeket főleg ott írt. Az időjárás olyan súlyos hatással volt az egészségére, idült tüdőbajára, hogy kénytelenek voltak visszatérni Párizsba.

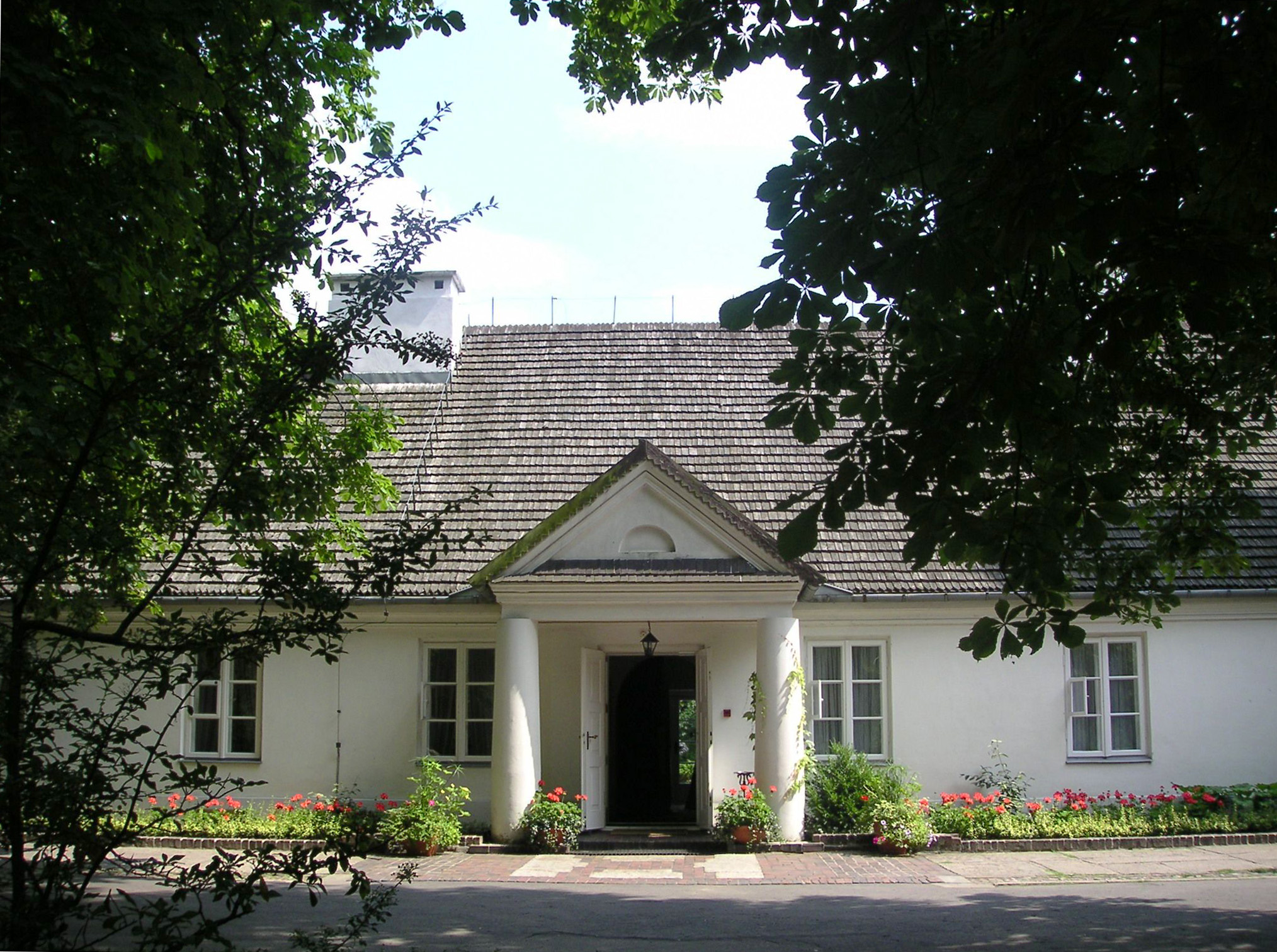
Szülőháza

Chopin és Sand nagyhírű kapcsolatát mutatja be az Impromptu című film, amelyben Chopint Hugh Grant, Sandot Judy Davis játssza.

### Halála

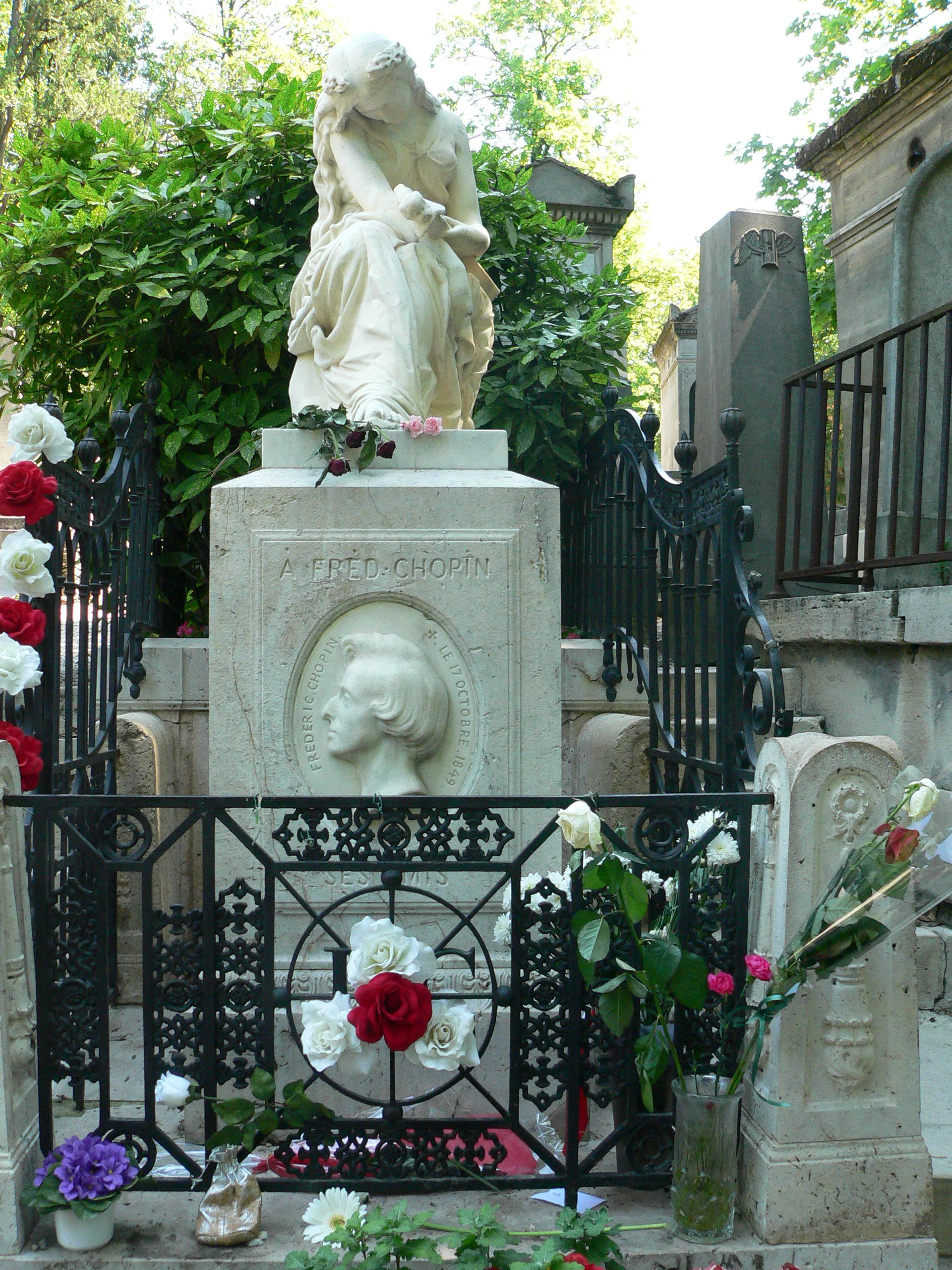
Chopin síremléke a párizsi Père-Lachaise temetőben

Az 1840-es évekre Chopin egészsége gyorsan romlani kezdett, hasztalan utaztak Sanddal távoli helyekre. 1849-re fő művei elkészültek, és a mazurkákra, valamint a noktürnökre összpontosított. Utolsó műve egy f-moll mazurka. Tuberkulózisban halt meg 1849. október 17-én. Barátja, Teofil Kwiatkowski jelen volt utolsó pillanatainál és a Chopin haldoklása című képén örökítette ezt meg. Kívánságára Mozart Requiemje hangzott el a temetésén, amelyen mintegy 3000 ember vett részt. A temetés kényszerűségből két hétig húzódott, míg a Magdolna templom  hozzájárult, hogy a Mozart-mű megkövetelte női kórus is felléphessen.
A párizsi Père-Lachaise temetőben helyezték végső nyugalomra, síremlékét közadakozásból és barátainak a felajánlásaiból emelték. Szívét és levelezéseit a varsói Szent Kereszt templom egy oszlopában őrzik.

## Művészete
Chopin zongoramuzsikája egyedülállóan ötvözi különleges ritmusérzékét (különösen a rubato és a kromatikus hajlítások használatát), valamint Johann Sebastian Bach stílusát, továbbá a maga alkotta zongoratechnikát. Ezen elegy különösen törékeny melódiát és harmóniát alkot, amelyet masszív és érdekes összhangzat támaszt alá. A zeneszalonokkal megismertette az ír John Field által kitalált noktürn egy magasabb szintre emelt változatát, valamint olyan népszerű tánczenéket, mint a lengyel mazurka vagy a bécsi keringő. Chopin szerzett először balladákat, és önálló darabként scherzókat. A Bach-féle prelűdök továbbfejlesztése is Chopinnek köszönhető.
Chopin több dallama közismertté vált, egyedi és könnyen megjegyezhető melódiájának köszönhetően. Ilyen például a Forradalmi etűd (op. 10 No. 12) a Perc keringő, és a b-moll szonáta (benne a híres Gyászindulóval; op. 35). Chopin több más dallama, így például a Fantaisie-Impromptu (op. 66) lassú része, lett a népszerű dalok mintája. E darabok intenzív kromatikán és kora operáit (Rossini, Donizetti és különösen Bellini műveit) jellemző dallamíveken nyugszanak. Chopin a zongorájával az emberi énekhangot kelti életre.
Chopin stílusa és tehetsége sokakra volt hatással. Schumann nagy rajongója volt (bár az elismerés nem volt kölcsönös); dallamokat vett át tőle és Karnevál szvitjének egy tételét is róla nevezte el. Liszt, akivel többször tartottak közös koncertet, számos Chopin-darabot dolgozott át szóló zongorára.
Chopin szilárd elképzeléssel bírt a művei előadásmódját illetően, de ez sokszor ellentétes már mai előadói gyakorlattal. A legjobb felvételeket Koczalski, Friedman, Alfred Cortot, Arthur Rubinstein, Malcuzinsky, Byron Janis, Magaloff, Maurizio Pollini és Zimmerman készítette.
Chopin koncerttermekben is fellépett, de leggyakrabban barátainak játszott a szalonokban. Csak élete vége felé húzódott vissza a nyilvános fellépésektől. Több zongoradarabja magában hordozza sajátos technikáját is; prelűdjei (op. 28)
és etűdei (op. 10 és 25) gyorsan mértékadóvá lettek. Sokakat inspiráltak, így Liszt Transzcendens etűdök és Schumann Szimfonikus etűdök szerzeményét is.

## Chopin és a romantika

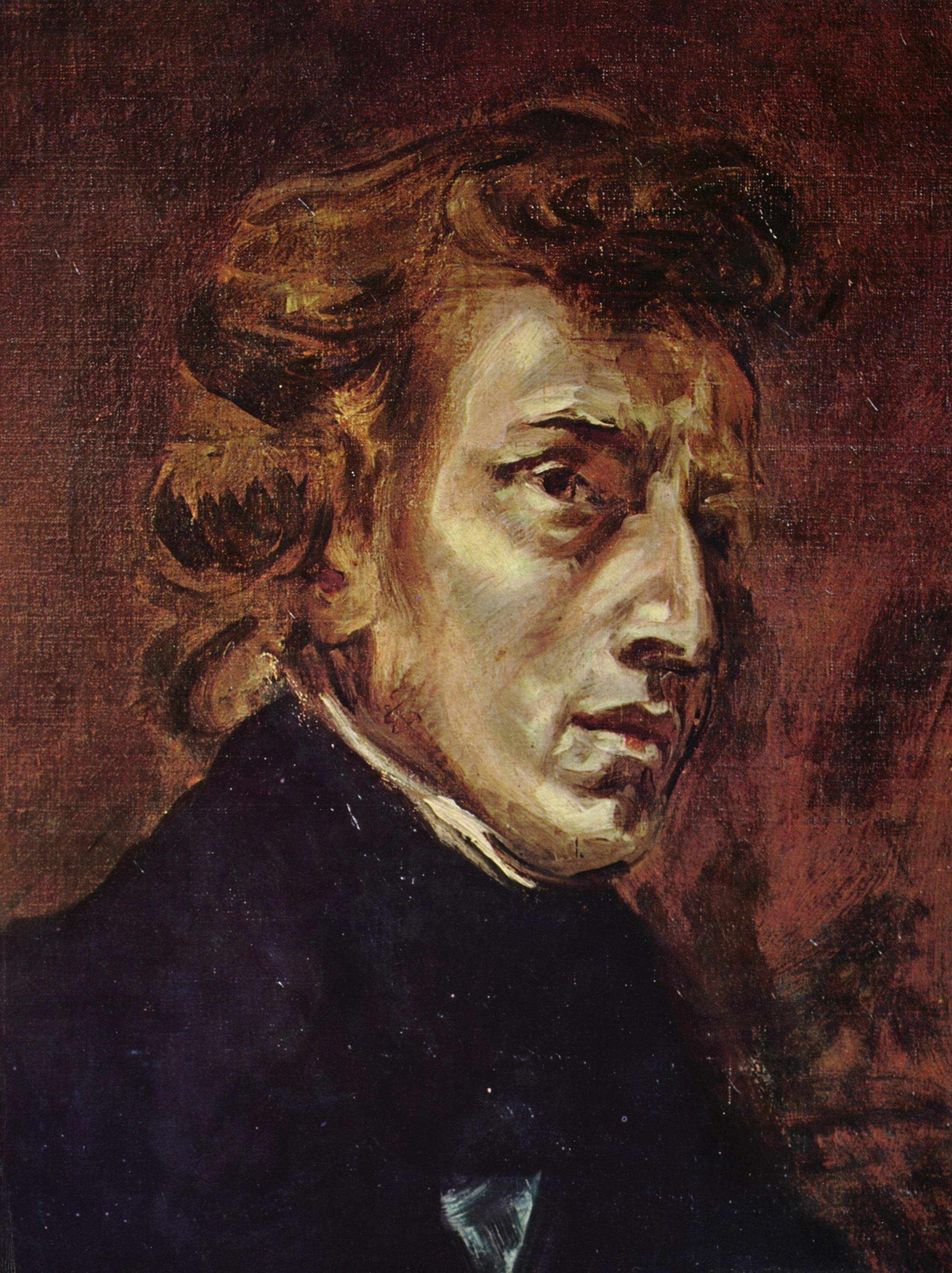
Delacroix festménye

Chopin a romantika mozgalmát közönnyel, sőt talán viszolyogva tekintette, és ritkán hozta magát kapcsolatba vele. Még így is napjainkban Chopin életművét a romantikus stílus mintaképének tekintik. Azonban a zenéje a véltnél kevesebb jelét hordozza a romantikának. Míg a zenéje kirobbanó érzelmekkel teli, minden műve klasszikusan tiszta és megfontolt, egy kis romantikus exhibicionizmussal. Lobogó lánggal égő kortársától, Liszt Ferenctől eltérően Chopin a közélettől visszavonult.
Kivétel nélkül minden művében jelen van a zongora, akár szólóban, akár kísérettel. Művei többsége szóló zongorára írt, kevesebb a kísért (második zongora, hegedű, cselló, énekhang vagy zenekar közreműködését igénylő) darab.

## Művei

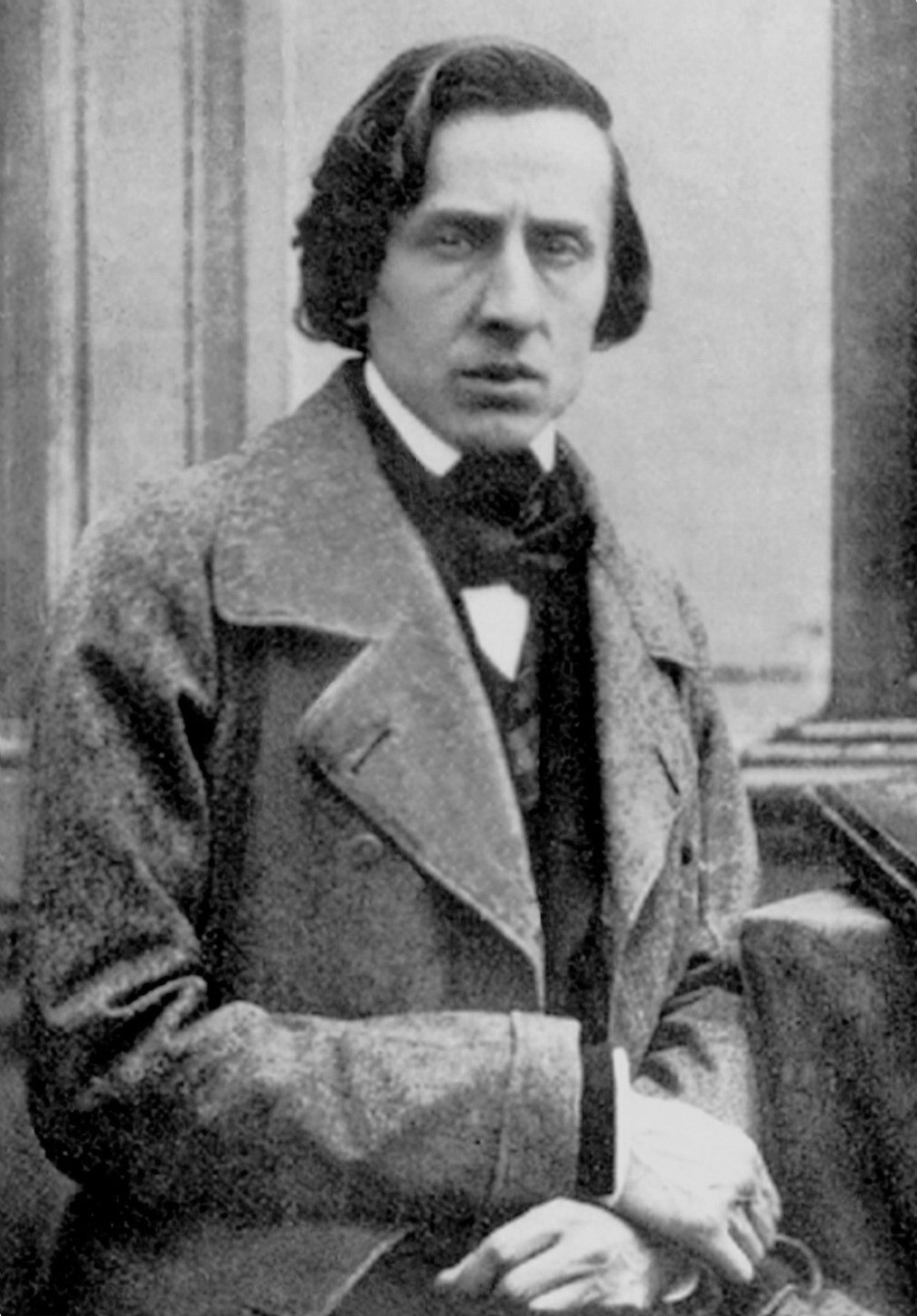
Az egyetlen fennmaradt fényképfelvétel Chopinről (1848)

Chopin zeneszerzői termését főleg szóló zongorára írt darabok alkotják. Nagyobb arányú művei, a balladák, scherzók, a barcarolle és a szonáták szilárd helyet foglalnak el a repertoárban, úgy, mint a rövidebb művek: impromptuk, mazurkák, noktürnök, keringők és polonézek.
Két fontos gyűjteményes műve a 24 prelűd (op. 28), amely lazán kapcsolódik Bach Das wohltemperierte Klavierjához,
és az Etűdök, amely a zongoristák alapművének tekinthető.
Két zongoraversenye (op. 11 és 21) ma is gyakran játszott mestermű. Ezeken kívül lengyel szövegre több dalt is írt, valamint zongoratriót és szonátát csellóra és zongorára.
- 58 mazurka
- 19 keringő (leghíresebbek az op. 18: Esz-dúr és az op. 64-es Desz-dúr Perc keringő)
- 17 polonéz
- 21 noktürn
- 4 ballada
- 4 scherzo
- 1 barcarola[4]
- 2 fantázia
- 26 prelűd (leghíresebb: op. 28 no.15: Desz-dúr "Esőcsepp" prelűdje)
- 27 etűd
- 4 impromptu (op. 29: Asz-dúr; op. 36: Fisz-dúr; op. 51: Gesz-dúr; op. 66: cisz-moll impromptuk)
- 3 écossaise
- 2 bourrée
- 1 boleró
- 1 fúga
- 3 szonáta szóló zongorára
- 6 szóló zongorára és zenekarra írt versenymű
  - Variációk Mozart Don Giovanni című operájának (Don Giovanni és Zerlina) I. felvonásbeli "Là ci darem la mano" kezdetű duettjére - zongorára és zenekarra, op. 2., 1827
  - Zongoraverseny No. 1., e-moll, op. 11. 1830
  - Fantázia lengyel témákra, A dúr,  op. 13., 1828
  - Rondo à la Krakowiak, F dúr , op. 14. 1828
  - Zongoraverseny No. 2., f-moll. op. 21., 1829
  - Andante spianato et grande polonaise brillante, E dúr, op. 22. 1830–1831
- 1 szonáta zongorára és csellóra
- 2 egyéb darab zongorára és csellóra
- 1 trió zongorára, hegedűre és csellóra
- 20 szerzemény énekhangra és zongorára

Az Impromptu op. 51. jelű művet gróf Eszterházy Johanna magyar hárfásnak ajánlotta.

## Emlékezete

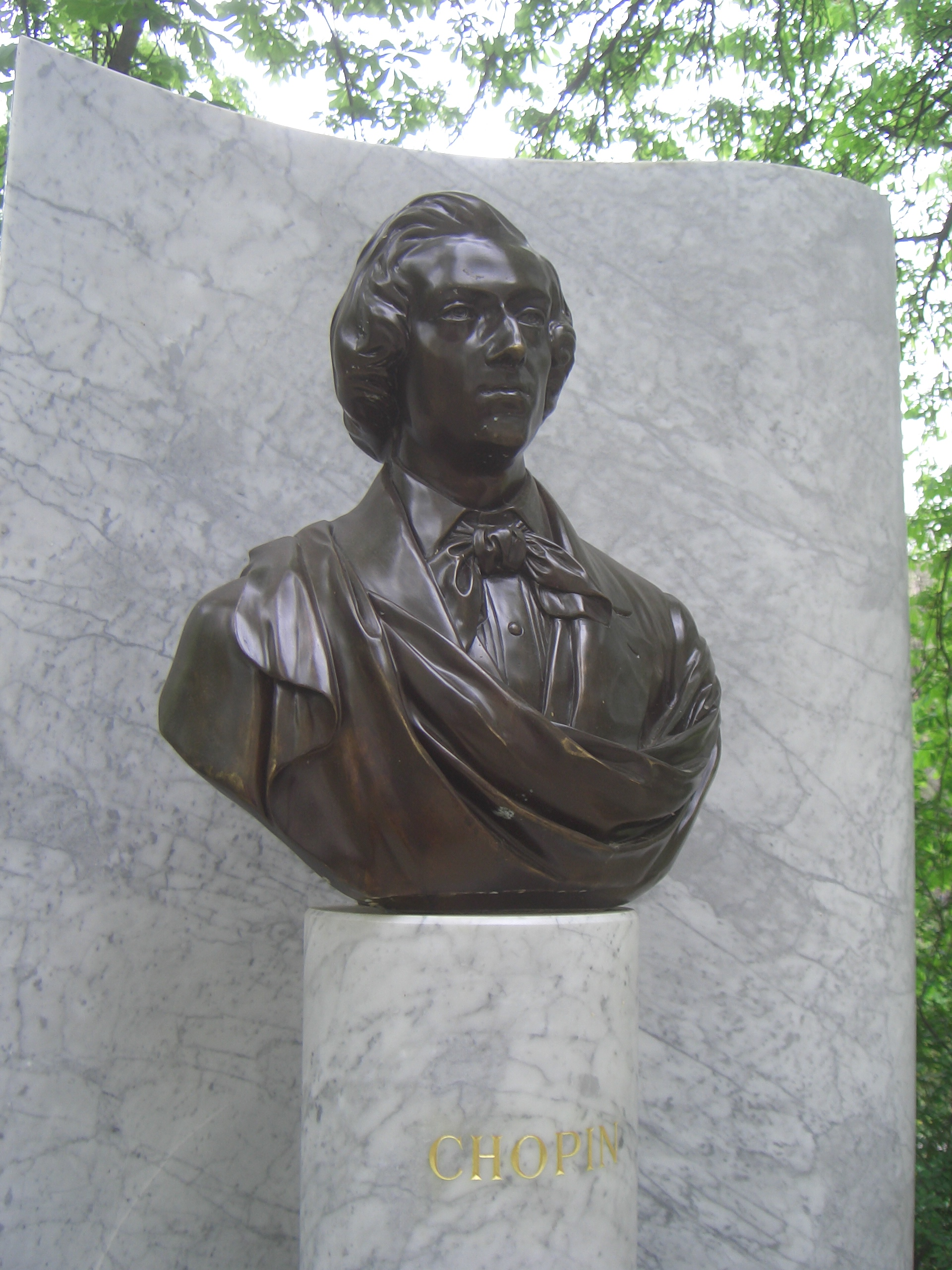
Szobra a budai Horváth-kertben

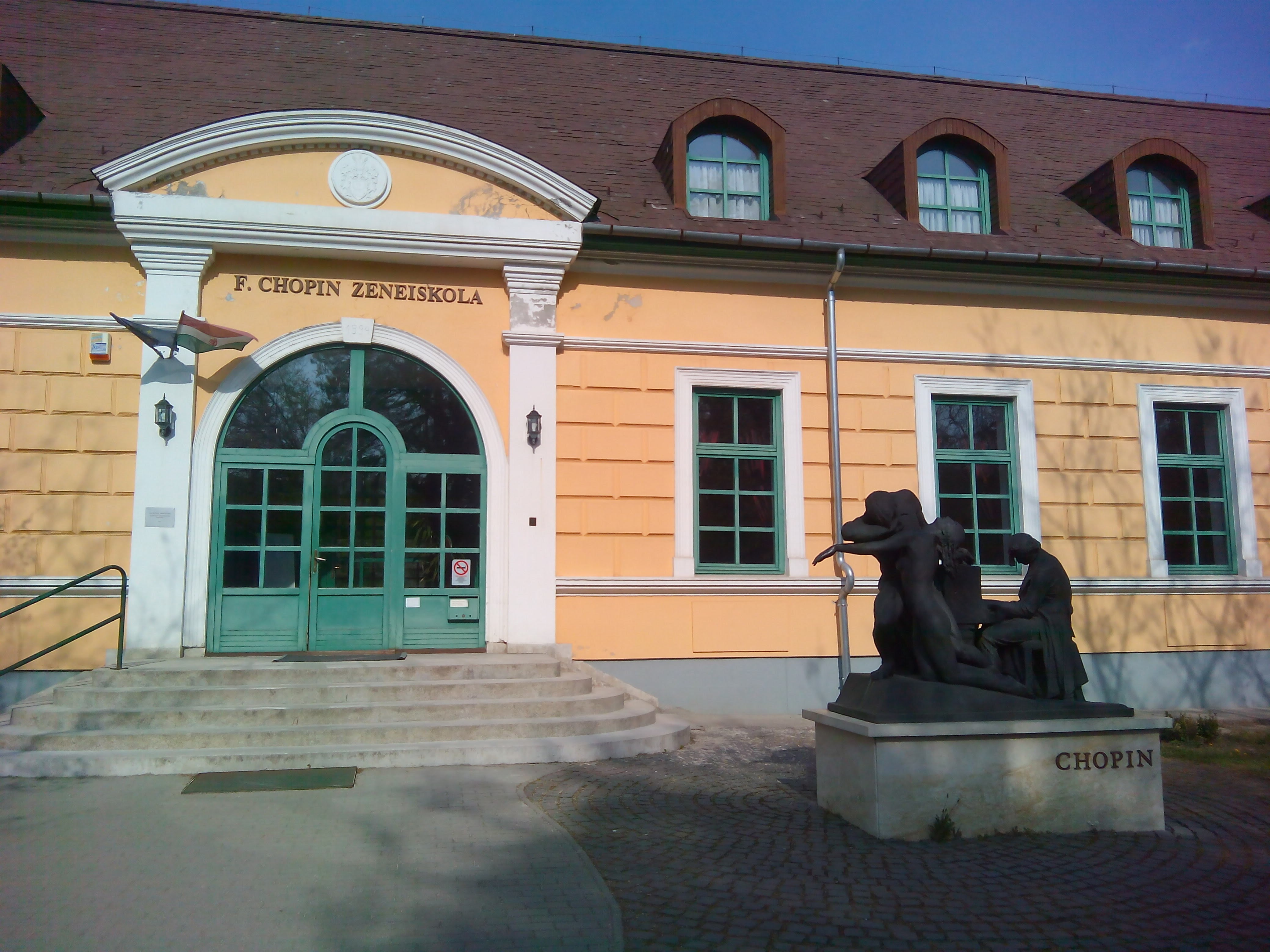
A gödöllői Frédéric Chopin Zeneiskola, előtérben Margó Ede 1929-ben készült alkotása a zeneszerzőről

Világszerte számos közterület és főként zenei intézmény, verseny viseli a nevét.
- 2001 óta a varsói Okęcie repülőtér hivatalos megnevezése Varsó-Chopin repülőtér.
- 2010-ben a Lengyelországban meghirdetett Nemzetközi Chopin Év keretében világszerte számos koncertet, megemlékezést, konferenciát, kiállítást és egyéb programot rendeztek.
- 2010. február 26-ára Chopin születésének 200. évfordulója alkalmából a Lengyel Nemzeti Bank 20 złotys bankjegyet bocsátott ki.[5]
- 1984 óta nevét viseli a gödöllői Frédéric Chopin Zeneiskola.
- 2011-ben a budai Horváth-kertben mellszobrot kapott.